# Neuhaus János
Neuhaus János (1901. március 24. – 1982. június 7.) válogatott labdarúgó, kapus. A nagykőrösi tenisz csapat tagjaként több vidéki bajnokságot nyert.

## Pályafutása

### Klubcsapatban
A III. kerületi TVE labdarúgója volt. Kapusként gyors, bravúros játékos volt, de jobbszélsőként és középcsatárként is helyt állt. Gólveszélyesen játszott és a tizenegyeseket higgadtan értékesítette.
Az 1920-as évek közepén az Újpest csapatában is játszott. Két alkalommal kapust, egyszer jobbszélsőt.

### A válogatottban
1922-ben két alkalommal védett a magyar labdarúgó-válogatottban.

## Statisztika

### Mérkőzései a válogatottban
| Magyarország | Magyarország      | Magyarország                    | Magyarország  | Magyarország | Magyarország | Magyarország | Magyarország | Magyarország |
| #            | Dátum             | Helyszín                        | Hazai         | Eredmény     | Vendég       | Kiírás       | Gólok        | Esemény      |
| ------------ | ----------------- | ------------------------------- | ------------- | ------------ | ------------ | ------------ | ------------ | ------------ |
| 1.           | 1922. április 30. | Budapest, Hungária körúti pálya | Magyarország  | 1 – 1        | Ausztria     | barátságos   | -            |              |
| 2.           | 1922. május 14.   | Krakkó                          | Lengyelország | 0 – 3        | Magyarország | barátságos   | -            |              |
|              | Összesen          |                                 |               | 2            | mérkőzés     |              | 0            | gól          |